# Marian Feter
Marian Feter (ur. 13 marca 1946 w Bydgoszczy) – polski hokeista, olimpijczyk.
Grał na pozycji obrońcy. Przez całą karierę związany z Polonią Bydgoszcz (1964–1978), w barwach której rozegrał 507 meczów ligowych strzelając 68 goli. Od 1978 do 1981 grał w barwach Budowlanych Bydgoszcz.
W reprezentacji Polski rozegrał 78 meczów zdobywając 5 bramek. Wystąpił na Igrzyskach Olimpijskich w Sapporo w 1972, gdzie wraz z reprezentacją zajął 6 miejsce. Uczestniczył w 4 turniejach o mistrzostwo świata (1970, 1971, 1972, 1975).
Zamieszkał w Szwecji.